# Torneo Città di Vignola
Il Torneo Città di Vignola  è una competizione calcistica con cadenza annuale che si svolge a Vignola, in provincia di Modena, a cui partecipano formazioni giovanili provenienti da tutta Italia.
La sua prima edizione, organizzata nel 1969 dal presidente del Vignola Calcio, Bonfatti, fu vinta dalla giovanile del Cesena. A questo torneo hanno preso parte giovani come Roberto Mancini, Walter Zenga e Gianluigi Buffon, e allenatori come Edmondo Fabbri, Arrigo Sacchi, Fabio Capello e Marcello Lippi. Nel 1993 il torneo assunse carattere internazionale con l'iscrizione della squadra polacca del Odra Opole. La Fiorentina, con dieci successi, detiene il record di affermazioni nel torneo.

## Albo d'oro
| Anno | Finale            | Finale        | Finale         | Numero di squadre |
| Anno | Vincitore         | Risultato     | 2º posto       | Numero di squadre |
| ---- | ----------------- | ------------- | -------------- | ----------------- |
| 1969 | Cesena            |               | U.S. Vignolese |                   |
| 1970 | Reggiana          |               | Modena         |                   |
| 1971 | Reggiana          |               | Sassuolo       |                   |
| 1972 | Modena            |               | Bologna        |                   |
| 1973 | Bologna           |               | Reggiana       |                   |
| 1974 | Reggiana          |               | SPAL           |                   |
| 1975 | Inter             |               | Carpi          |                   |
| 1976 | Modena            |               | U.S. Vignolese |                   |
| 1977 | Fiorentina        |               | Reggiana       |                   |
| 1978 | Lanerossi Vicenza |               | Bologna        |                   |
| 1979 | Modena            |               | Milan          |                   |
| 1980 | Milan             |               |                |                   |
| 1981 | Fiorentina        |               |                |                   |
| 1982 | Bologna           |               |                |                   |
| 1983 | Inter             |               | Fiorentina     |                   |
| 1984 | Roma              |               |                |                   |
| 1985 | Cesena            |               |                |                   |
| 1986 | Verona            |               |                |                   |
| 1987 | Sampdoria         |               |                |                   |
| 1988 | Modena            |               |                |                   |
| 1989 | Inter             |               |                |                   |
| 1990 | Inter             |               | Fiorentina     |                   |
| 1991 | Inter             |               |                |                   |
| 1992 | Modena            |               |                |                   |
| 1993 | Bologna           |               |                |                   |
| 1994 | Bologna           |               |                |                   |
| 1995 | Cesena            |               |                |                   |
| 1996 | Cesena Fiorentina |               |                |                   |
| 1997 | Reggiana          |               |                |                   |
| 1998 | Fiorentina        |               |                |                   |
| 1999 | SPAL              |               |                |                   |
| 2000 | Fiorentina        |               |                |                   |
| 2001 | Parma             |               |                |                   |
| 2002 | Cesena            |               |                |                   |
| 2003 | Reggiana          |               |                |                   |
| 2004 | Bologna           |               |                |                   |
| 2005 | Bologna           |               |                |                   |
| 2006 | Fiorentina        |               |                |                   |
| 2007 | Fiorentina        |               |                |                   |
| 2008 | Fiorentina        |               |                |                   |
| 2009 | Bologna           |               |                |                   |
| 2010 | Fiorentina        |               |                |                   |
| 2011 | AlbinoLeffe       |               | Verona         |                   |
| 2012 | Fiorentina        | 1-0           | Sassuolo       |                   |
| 2013 | Parma             | 2-0           | Fiorentina     |                   |
| 2014 | Inter             | 3-1           | Fiorentina     |                   |
| 2015 | Inter             | 4-0           | Fiorentina     |                   |
| 2016 | Sassuolo          | 3-1           | Fiorentina     |                   |
| 2017 | Inter             | 2-0           | Sassuolo       | 11                |
| 2018 | Roma              | 3-0           | Sassuolo       | 10                |
| 2019 | Sassuolo          | 3-0           | Bologna        |                   |
| 2020 | Non disputato     | Non disputato | Non disputato  | Non disputato     |
| 2021 | Parma             | 1-1 (4-3 dcr) | Bologna        |                   |
| 2022 | Parma             | 4-2           | Sassuolo       | 8                 |
| 2023 | Modena            | 1-0           | SPAL           |                   |
| 2024 | Reggiana          | 2-1           | Sassuolo       |                   |

## Titoli per squadra
| Squadra     | Titoli | Edizioni                                                   |
| ----------- | ------ | ---------------------------------------------------------- |
| Fiorentina  | 10     | 1977, 1981, 1996, 1998, 2000, 2006, 2007, 2008, 2010, 2012 |
| Inter       | 8      | 1975, 1983, 1989, 1990, 1991, 2014, 2015, 2017             |
| Bologna     | 7      | 1973, 1982, 1993, 1994, 2004, 2005, 2009                   |
| Modena      | 6      | 1972, 1976, 1979, 1988, 1992, 2023                         |
| Reggiana    | 6      | 1970, 1971, 1974, 1997, 2003, 2024                         |
| Cesena      | 5      | 1969, 1985, 1995, 1996, 2002                               |
| Parma       | 4      | 2001, 2013, 2021, 2022                                     |
| Sassuolo    | 2      | 2016, 2019                                                 |
| Roma        | 2      | 1984, 2018                                                 |
| AlbinoLeffe | 1      | 2011                                                       |
| Milan       | 1      | 1980                                                       |
| Sampdoria   | 1      | 1987                                                       |
| SPAL        | 1      | 1999                                                       |
| Verona      | 1      | 1986                                                       |
| Vicenza     | 1      | 1978                                                       |

### Squadre che hanno partecipato
- Fiorentina
- Bologna
- Reggiana
- Inter
- Cesena
- Modena
- Albinoleffe
- Parma
- SPAL
- Verona
- Roma
- Milan
- Vicenza
- Atalanta
- Genoa
- Sassuolo
- Varese
- Udinese
- Sampdoria
- Odra Opole
- Livorno
- Brescia
- Carpi
- U.S. Vignolese

## Miglior giocatore del torneo

Rossi al Lanerossi Vicenza, in una pausa d'allenamento, assieme al tecnico Giovan Battista Fabbri, miglior giocatore del torneo nel 1979.

Alberto Di Chiara, miglior giocatore del torneo nel 1981.

| Anno | Vincitore              |
| ---- | ---------------------- |
| 1969 | Ivo Perissinotto       |
| 1974 | Cacciatori             |
| 1975 | Acanfora               |
| 1976 | Zaninelli              |
| 1977 | Romano                 |
| 1978 | Zanelli                |
| 1979 | Paolo Rossi            |
| 1980 | Bolis                  |
| 1981 | Alberto Di Chiara      |
| 1982 | Giancarlo Marocchi     |
| 1983 | Pellegrini             |
| 1984 | Maurizio Laureri       |
| 1985 | Schiraldi              |
| 1986 | Grossi                 |
| 1987 | Marco Lanna            |
| 1988 | Compagnone             |
| 1989 | Giacomo Callegari      |
| 1990 | Teodoroni              |
| 1991 | Michele Mignani        |
| 1992 | Giraldi                |
| 1993 | Tagliavini             |
| 1994 | Andrea Stramaccioni    |
| 1995 | Tumburini              |
| 1996 | Carlo Teodorani        |
| 1997 | Maschio                |
| 1998 | Davide Sinigaglia      |
| 1999 | De Risi                |
| 2000 | Cardullo               |
| 2001 | Bangura                |
| 2002 | Massimo Loviso         |
| 2003 | Nicola Pozzi           |
| 2004 | Mirko Valdifiori       |
| 2005 | Gabriele Paonessa      |
| 2006 | Massimiliano Tagliani  |
| 2007 | Diuric                 |
| 2008 | Marco Augusto Romizi   |
| 2009 | Riccardo Pasi          |
| 2010 |                        |
| 2011 |                        |
| 2012 | Leonardo Capezzi       |
| 2013 | Leonardo Dias Consulin |
| 2014 | Sciacca                |